# HMS Walpole (D41)
«Волпол» (D41) (англ. HMS Walpole (D41)) — військовий корабель, ескадрений міноносець «Адміралті» типу «W» Королівського військово-морського флоту Великої Британії за часів Другої світової війни.
«Волпол» був закладений у травні 1917 року на верфі компанії William Doxford & Sons Ltd у Тайн-енд-Вірі. 12 лютого 1918 року він був спущений на воду, а 7 серпня 1918 року увійшов до складу Королівських ВМС Великої Британії.

## Історія служби

### 1941
У січні 1941 року «Волпоул» діяв у складі 16-ї флотилії та патрулював у Північному морі разом з лідером ескадрених міноносців «Маккей» та есмінцями «Вустер» і «Вітшед».
3 лютого 1942 року «Волпол» разом з шістьма есмінцями прибув на посилення Дуврського командування, в очікуванні ймовірного за даними розвідки прориву німецьких лінкорів «Шарнгорст» та «Гнейзенау» і важкого крейсера «Принц Ойген» з окупованого Бреста до німецьких військово-морських баз. Вночі з 11 на 12 лютого капітальні кораблі Крігсмаріне потай вийшли з французького порту Брест та, не будучи виявленими британцями через технічні проблеми із засобами радіотехнічної розвідки, вирушили до Німеччини. «Волпол» разом з «Вівейшос», «Маккей», «Кемпбелл», «Вустер» та «Вітшед» перебували на тренуванні в Гаріджі, коли отримали наказ перехопити німецькі кораблі біля гирла річки Шельда. «Волпол» через технічні негаразди повернув назад, решта о 15:42 вийшла на ворожі кораблі. Британські есмінці провели з відстані 2 200 — 3 700 метрів торпедну атаку, але жодна торпеда не влучила в ціль, натомість «Вустер» дістав серйозних пошкоджень від вогню німецької корабельної артилерії.
Наприкінці лютого після ремонту, відновлений «Волпол» продовжив виконання завдань з ескорту конвоїв та патрулюванню вод. 13 березня з есмінцями «Блінкатра», «Кальпе», «Ферні» і «Віндзор» залучався до операції з перехоплення німецького рейдера «Мікель». Однак німецький допоміжний крейсер вислизнув від переслідувачів та прорвався до Індійського океану.
6 вересня 1942 року «Волпол» разом з лідером «Монтроз» включили до ескорту конвою QP 14, що повертався з Радянського Союзу після доставки за програмами ленд-лізу озброєння, військової техніки і важливих матеріалів та майна.